# Matt Kuusinen
Matt Kuusinen (* 3. April 1978) ist ein ehemaliger US-amerikanischer Skispringer.

## Werdegang
Matt Kuusinen ist der Sohn von Bob Kuusinen, der u. a. in der Verwaltung des Skiresorts in Steamboat Springs tätig war. Er hat zwei jüngere Geschwister.
Sein internationales Debüt gab Kuusinen in der Saison 1993/94 im Rahmen des Skisprung-Continental-Cups. In seinem ersten Jahr in dieser Serie erreichte er mit 28 Punkten den 127. Platz der Gesamtwertung. Auch in der folgenden Saison 1994/95 kam er über diesen Platz nicht hinaus. Trotzdem startete er als Mitglied des US-Ski-Teams bei der Nordischen Skiweltmeisterschaft 1995 in Thunder Bay. Nach einem für Kuusinen guten 34. Platz von der Normalschanze, sprang er von der Großschanze auf den 52. Platz. Auch in der Saison 1995/96 konnte er sich nicht steigern. Am 16. Februar 1996 gab er in Iron Mountain auf dem Pine Mountain Jump sein Debüt im Skisprung-Weltcup, konnte aber an beiden Tagen nicht in die Punkteränge springen. Kuusinen nahm auch an den Juniorenweltmeisterschaften 1995 und 1996 teil und wurde dort 8. bzw. 20. in den Einzelwettbewerben und 7. bzw. 9. mit der Mannschaft. Im Sommer 1995 versuchte er sich bei zwei Grand-Prix-Wettbewerben, überstand aber beide Male nicht die Qualifikation. Nach der Continental-Cup-Saison 1996/97, in der er mit 93 Punkten 99. der Gesamtwertung wurde, beendete Kuusinen seine aktive Skisprungkarriere.

## Erfolge

### Continental-Cup-Platzierungen
| Saison  | Platz | Punkte |
| ------- | ----- | ------ |
| 1993/94 | 165.  | 28     |
| 1994/95 | 236.  | 09     |
| 1995/96 | 150.  | 40     |
| 1996/97 | 099.  | 93     |